# خط طول 157° غرب
خط طول 157° غرب هو أحد خطوط الطول الجغرافية، والتي تمتد من القطب الشمالي الجغرافي إلى القطب الجنوبي الجغرافي، وحسب التحويل الزمني يتأخر خط طول 157° غرب عن خط غرينتش بـ10 ساعة و28 دقيقة.

## من القطب إلى القطب
ينطلق خط طول 157° غرب من القطب الشمالي نحو القطب الجنوبي مرورا بالمناطق التي ترد في الجدول التالي:
| الإحداثيات                           | البلد أو الإقليم أو البحر | ملاحظات                                                                                            |
| ------------------------------------ | ------------------------- | -------------------------------------------------------------------------------------------------- |
| 90°0′N 157°0′W / 90.000°N 157.000°W  | المحيط المتجمد الشمالي    | |
| 71°12′N 157°0′W / 71.200°N 157.000°W | الولايات المتحدة          | ألاسكا                                                                                             |
| 56°54′N 157°0′W / 56.900°N 157.000°W | المحيط الهادئ             | |
| 56°33′N 157°0′W / 56.550°N 157.000°W | الولايات المتحدة          | ألاسكا — Sutwik Island                                                                             |
| 56°32′N 157°0′W / 56.533°N 157.000°W | المحيط الهادئ             | مرورا بغرب the Semidi Islands, ألاسكا, الولايات المتحدة (في 56°11′N 156°49′W / 56.183°N 156.817°W) |
| 21°11′N 157°0′W / 21.183°N 157.000°W | الولايات المتحدة          | هاواي — مولوكاي island                                                                             |
| 21°5′N 157°0′W / 21.083°N 157.000°W  | المحيط الهادئ             | Kalohi Channel                                                                                     |
| 20°56′N 157°0′W / 20.933°N 157.000°W | الولايات المتحدة          | هاواي — Lanai island                                                                               |
| 20°50′N 157°0′W / 20.833°N 157.000°W | المحيط الهادئ             | |
| 60°0′S 157°0′W / 60.000°S 157.000°W  | المحيط الجنوبي            | |
| 77°20′S 157°0′W / 77.333°S 157.000°W | القارة القطبية الجنوبية   | منطقة روس, المطالب الإقليمية بالقارة القطبية الجنوبية by نيوزيلندا                                 |